# 14698 Скоттюнг
14698 Скоттюнг (14698 Scottyoung) — астероїд головного поясу, відкритий 3 січня 2000 року.
Тіссеранів параметр щодо Юпітера — 3,499.